# Monts Brindabella

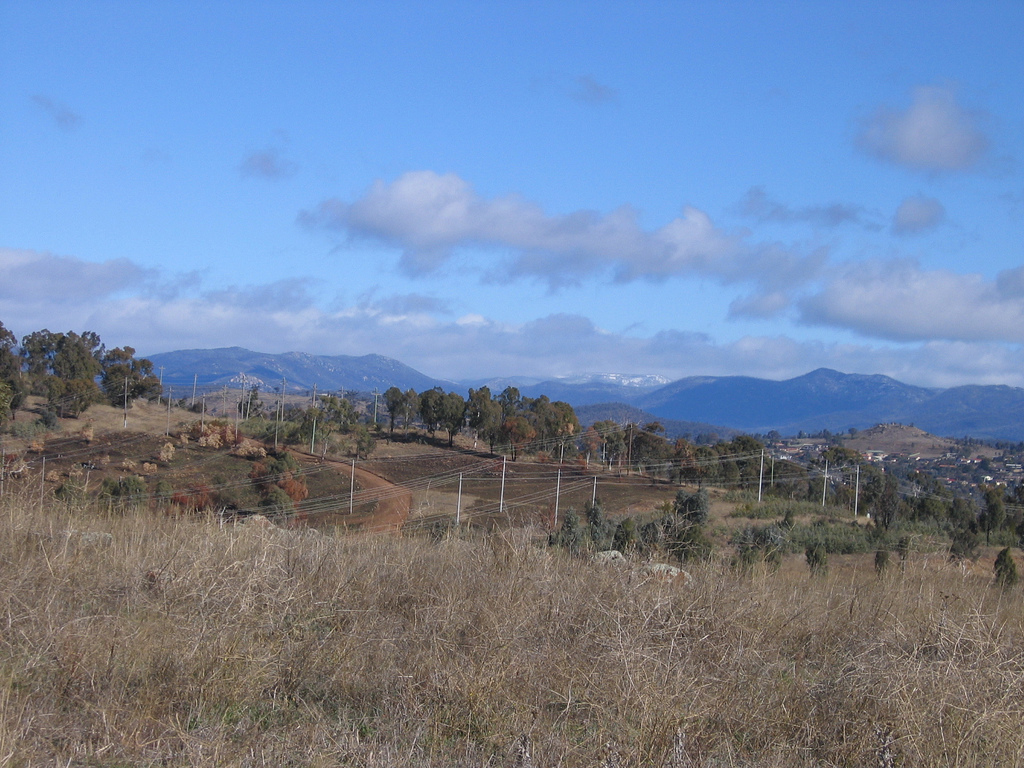
Les monts Brindabella enneigés vus de Canberra.

Les monts Brindabella sont une chaîne de montagnes de Nouvelle-Galles du Sud et du Territoire de la capitale australienne, en Australie qui font partie des Alpes australiennes qui font elles-mêmes partie de la cordillère australienne. Ils forment une partie importante de l'horizon à l'ouest de Canberra. 
Le nom signifierait « deux rats-kangourous » dans la langue des aborigènes locaux. Toutefois, une autre explication vient de Brindy brindy (ou Brendy Bear), un terme local signifiant « eau qui coule sur les rochers » et bella a vraisemblablement été ajouté par les Européens comme dans Bella vista. 
Avant la colonisation européenne, la région était habitée par les aborigènes Ngunawal, Walgalu et Djimantan. À l'arrivée des européens, elle fut d'abord colonisée en 1830 par des squatters puis par des colons qui ont pu acheter les premières terres en 1849. De l'or fut découvert en 1860 mais l'exploitation ne commença qu'en 1880 et la Brindabella Gold Mining Company a été formée en 1887. L'exploitation minière a continué jusqu'en 1910. La région est désormais une zone agricole. 
Brindabella Valley, se trouve environ au milieu de la chaîne, à 40 km au sud-ouest de Canberra et à 350 km de Sydney, en bordure des Snowy Mountains. La rivière qui coule dans la vallée s'appelle la Goodradigbee. L'écrivaine australienne Miles Franklin a grandi dans la région et a écrit une œuvre autobiographique, Childhood at Brindabella où elle raconte son enfance à Brindabella Valley.
Le parc national Brindabella se trouve au nord-ouest de la frontière entre la Nouvelle-Galles du Sud et le Territoire de la capitale australienne. Le parc national de Namadgi est situé dans la partie sud ouest du Territoire de la capitale australienne, jouxtant le parc national du Kosciuszko en Nouvelle-Galles du Sud. Il y a normalement de la neige en hiver sur les sommets et il n'est pas rare d'en trouver dans tout le parc. Situé à 40 km de Canberra, il couvre environ 46 % du territoire de la capitale. Il possède une partie de l'extrémité nord des collines granitiques des Alpes australiennes et notamment le point culminant du territoire : le pic Bimberi (1 911 m). Sa végétation va des plaines herbacées aux prairies alpines en passant par les forêts d'Eucalyptus pauciflora. La faune y est aussi variée : kangourous géants, wallabies, wombats, pies, perruches omnicolores, corbeaux.
Le ski de fond est possible en hiver dans le parc national de Namadgi, surtout dans les régions du mont Franklin, mont Gingera (1 855 m) et le pic Bimberi (1 912 m), où l'on peut admirer les wallabies, les wombats et les bois de snow gums (gommiers des neiges).